# Henrik VII. Luksemburški
Henrik VII., grof Luksemburga, rimsko-nemški kralj, cesar Svetega rimskega cesarstva, * 1275, Valenciennes, † 24. avgust 1313, Buonconvento pri Sieni.
Henrik VII. je prišel na prestol rimsko-nemškega kralja kot luksemburški grof, ki je vzorno upravljal svojo grofijo. Na položaju kralja se je najprej lotil urejanja odnosov znotraj Nemčije, takoj pa je tudi začel pripravljati svojo pot na kronanje v Rim. Odpravil je zamere Habsburžanov in se spravil z Wettinci. Čehi, ki se niso mogli zediniti o svojem novem kralju, so rodbini zglednega Luksemburžana ponudili češki prestol in nato za novega češkega kralja izvolili Henrikovega sina Ivana. Henrik se je s papežem Klemenom V., ki je bil v Avignonu pod močnim francoskim vplivom, dogovoril o podrobnostih kronanja v Rimu in skušal pred odhodom v Italijo vzpostaviti prijateljske odnose tudi s francoskim kraljem Filipom IV. Lepim, a se je že tedaj pokazalo, kar je bilo potem v Italiji odločilno, da si francoski in Henrikovi interesi v Italiji nasprotujejo.
Prebivalstvo Italije je Henrika navdušeno pričakalo. Dante mu je kot rešitelju razdrobljene in notranje sprte Italije javno izrekel dobrodošlico. Henrikovi poskusi urejanja razmer pa so hitro pripeljali do novih konfliktov, vojaških spopadov in uporov, ki jih je podpiral neapeljski kralj iz francoske rodbine Anžu, Robert I. Henriku je sicer uspelo prodreti do Rima (ne pa do cerkve sv. Petra) in izpeljati kronanje v cerkvi sv. Janeza v Lateranu. Po kronanju ni takoj zapustil Italije (tako kot njegovi cesarski nasledniki), ampak se je boril naprej, da bi dokončal, kar je menil, da cesar mora, t. j. ponovno vzpostaviti cesarsko oblast v severni Italiji in pokoriti neposlušnega neapeljskega kralja. Pri tem je v obupnih razmerah umrl, potem ko je drugič zbolel za malarijo.

## Mladost in prevzem grofije
Henrik VII. je bil najstarejši sin luksemburškega grofa Henrika VI. in Beatrice iz rodbine Avesnes. Imel je dva mlajša brata, Balduina in Walrama.  Vzgajali so ga na dvoru francoskega kralja Filipa IV. Lepega, kjer je poleg francoske kulture kmalu spoznal tudi značilnosti francoske zunanje politike, ki je širila svoj vpliv na mejne pokrajine Svetega rimskega cesarstva.
Henrikov oče je bil s sosednjim grofom Ivanom I. Brabantskim v sporu glede posesti grofije Limburg. Leta 1288 je prišlo pri Worringenu med njima do odločilnega spopada, v katerem je bila luksemburška vojska popolnoma uničena. V bitki so padli Henrikov oče in trije strici. Njihov viteški boj proti premočnemu sovražniku je sicer rodbino proslavil, toda poraz ni pomenil le dokončne izgube grofije Limburg, ampak je tudi resno ogrozil integriteto luksemburške vladavine. Ta bi morda razpadla, če se ne bi francoska kraljica mati Marija Brabantska zavzela za devetletnega grofa Henrika VII., v imenu katerega je prevzela vladanje mati Beatrice v soglasju z nekaterimi luksemburškimi plemiči. S posredovanjem francoskega kralja Filipa IV. je Ivan I. Brabantski pristal na pobotanje. Med pogoji sprave je bila tudi poroka med Henrikom VII. in nekoliko starejšo brabantsko princeso Margareto. Zakon, sklenjen leta 1292 iz političnih razlogov, pa se je izkazal kot izredno srečen in harmoničen; pobožna in k asketstvu nagnjena Margareta je blagodejno vplivala na Henrikovo vladanje.
Čeprav je bila grofija Luksemburg del Svetega rimskega cesarstva, je Henrik VII. (ob polnoletnosti) novembra 1294 prisegel vazalstvo francoskemu kralju, ki ga je verjetno tedaj povzdignil v viteza. V angleško francoski vojni (1294-97) je Henrik na francoski strani sodeloval v nepomembni toda tvegani vojaški akciji v grofiji Bar. Tedaj se je pogosto zadrževal na francoskem dvoru in novembra 1305 je spremljal Filipa IV. v Lyon na slovesnosti ob kronanju papeža Klemena V., kjer je kralju ponovno prisegel zvestobo. Tam je bil prisoten tudi njegov mlajši brat Balduin, določen za duhovniški stan, ki ga je Klemen V. leta 1308 osebno posvetil za nadškofa v Trierju.
Na začetku vladanja je imel Henrik nekaj sporov s sosedi (z grofi Bar, s trierskim nadškofom, hinaultskim grofom) vendar jih je uspel razrešiti s pravnimi sredstvi. Z vzornim vodenjem grofije in spretnim uveljavljanjem svojih interesov si je Henrik pridobil ugled in vpliv na širšem območju zahodno od Rena.
Henrik rimsko-nemškemu kralju Albertu I. (vladal 1298-1308) ni bil tako blizu, da bi se udeležil njegovega kronanja v Aachnu, se pa mu je kmalu na to poklonil na dvornem zboru v Nürnbergu in mu dal vazalsko prisego; tedaj je dobil pravico do sejma v Luksemburgu, ki je s tem postal trgovsko središče za območje ob reki Mozeli. 

## Izvolitev za rimsko-nemškega kralja
1. maja 1308 je Ivan Švabski ubil svojega strica rimsko-nemškega kralja Alberta I. Štirje renski volilni knezi niso nikdar odpustili umorjenemu kralju, da je z ukinitvijo carin na Renu močno znižal njihove dohodke in se zato niso strinjali s kandidaturo Albertovega sina Friderika Lepega za novega kralja. Tudi vojvoda Henrik Koroški, ki so ga Habsburžani spodnesli pri kandidaturi za češki prestol, in Wettinci, ki so oboji imeli volilni glas, so bili podobnega mnenja. Volilni knezi tudi niso bili navdušeni nad predlogom francoskega kralja, ki je za cesarja predlagal svojega brata Karla, grofa Valois in Anžu. Tako je na pobudo pravkar imenovanega trierskega nadškofa Balduina prodrlo prepričanje, da bi bil ugoden kandidat za kralja njegov starejši brat Henrik VII., ki je veljal za "majhnega grofa" s skromnim ozemljem na robu cesarstva. Henrik je na predvolilnih pogajanjih 22.-24. novembra 1308 v Rhensu obljubil volilnim knezom, da bo odpravil Albertove ukrepe, jim priznal odškodnino za izgubljene dohodke in jim zagotovil še dodatne koncesije; 27. novembra 1308 je bil v frankfurtskem dominikanskem samostanu soglasno izvoljen za rimsko-nemškega kralja (Henrik Koroški na volitve ni poslal svojega predstavnika). 6. januarja 1309 sta bila Henrik VII. in Margareta kronana v Aachnu.  

## Urejanje medsebojnih odnosov v Nemčiji
Kot je bilo v navadi, se je novi kralj odpravil na pot po cesarstvu. Spomladi 1309 je odjahal ob Renu navzgor do Berna, Züricha in mimo Bodenskega jezera do Nürnberga. V srednjem iz zgornjem Porenju, na Švabskem in Frankovskem so mu grofje, vitezi in predstavniki mest izrekali pokorščino, on pa je potrjeval in delil imenovanja in privilegije. Čeprav je spor z Eberhardom I. von Württemberg iz časa Alberta I. še kar trajal, so se mu poklonili tudi imetniki fevdov v južni Nemčiji. Knezi iz srednjega in severnega dela cesarstva pa so se sprva vedli odklonilno.
Henrik se je septembra 1309 na državnem zboru v Speyerju skušal sporazumeti s sinovi ubitega Alberta I., ki niso bili zadovoljni s tem, da je novi kralj mesta Uri, Schwyz in Unterwalden, ki so bila prej pod habsburško oblastjo, proglasil za cesarska mesta. Po težkih pogajanjih je Henrik Habsburžanom potrdil vse njihove cesarske fevde in jim dal za 50.000 mark srebra v fevd še Moravsko; v zameno je dobil njihov pristanek, da ne bodo podprli Henrika VI. Koroškega v njegovem prizadevanju za češko krono. Henrik VII. je v Speyerju objavil, da bo začetkom jeseni 1310 odpotoval na kronanje v Italijo. Habsburžani so mu obljubili spremstvo 200 mož pod vodstvom vojvode Leopolda I. Tudi Henrikovo sodelovanje na ceremonialnem pokopu njegovih dveh predhodnikov, Alberta I. in Adolfa Nassavskega, v kraljevi grob v speyerski stolnici je bilo namenjeno ustvarjanju dobrih odnosov v cesarstvu.
Ker se grof Eberhard I. von Württemberg ni odzval vabilu na zbor in je še naprej napadal cesarsko imetje, je kralj soglašal z ustanovitvijo zveze cesarskih mest pod vodstvom Esslingena za boj proti njemu in ta mesta za sedem let osvobodil vseh bremen in davkov. 

## Razširitev luksemburške dinastije na Češko
Leta 1310 se je Luksemburžanom povsem nepričakovano odprla priložnost, da oblast svoje dinastije razširijo na Češko.
Po uboju zadnjega češkega kralja iz rodbine Přemyslidov, Vaclava III. (avgusta 1306), je del češkega plemstva za češkega kralja izvolil Henrika VI. Koroškega, na kar pa tedanji rimsko-nemški kralj Albert I. ni hotel pristati in je spodbudil svojega sina Rudolfa III., da je z vojsko zavzel Češko. Toda Rudolf III. je že po šestih mesecih umrl (3. julija 1307), na kar so nekateri češki plemiči ponovno izvolili za kralja Henrika VI. Koroškega. Neenotnost in razprtije med češkim plemstvom so spodbudili meščanstvo in duhovščino, da so se začeli ozirati po močnem in pravičnem vladarju. 
Dva cerkvena moža (Konrad iz Zbraslava in Henrik iz Sedleca) sta v Heilbronnu obiskala Henrika VII., ga seznanila s krizo na Češkem in ponudila češki prestol članu luksemburške rodbine, ki pa bi se moral pred tem poročiti z Elizabeto Přemysl, hčerko Vaclava II. Henrik se je strinjal. Potrdil je nekdanje privilegije češke krone za primer, da bo za kralja izvoljen kandidat, ki ga bo on predlagal, na kar je zbor praških baronov, plemstva in predstavnikov cesarskih mest koncem junija 1310 v Pragi pristal na izvolitev Luksemburžana na češki prestol. Tudi državni knezi so v Frankfurtu pristali na odstavitev Henrika Koroškega. Henrik VII. je imel verjetno sprva v mislih svojega brata Walrama. Ko pa so Čehi izrazili željo, da bi svojega kralja vzgojili sami, je prišel v poštev za kralja in ženina štirinajstletni Henrikov sin Ivan, kateremu je oče že leta 1309 podelil dediščino rodbine, grofijo Luksemburg. Že 1. septembra 1310 je bila v Speyerju zaroka. Oče je dal Ivanu v fevd kraljevino Češko in mejno grofijo Moravsko in mu zagotovil pravico dedovanja po moški liniji. Za dejansko osvojitev Češke je oče lahko dal sinu le majhno vojsko. Pražani so Ivanu sami odprli mestna vrata. Henrik VI. Koroški se je branil v Kutni Gori, a drugega napada ni mogel vzdržati in se je ob vsesplošnem odporu proti njegovemu vladanju decembra 1310 umaknil na Koroško. S Češko so Luksemburžani pridobili volilni glas, in zelo pomembne češke rudnike srebra. Po politični moči so se približali Habsburžanom in Wittelsbachom. 
Henrik VII. je opusti zahteve po vključitvi Turingije in mejne grofije Meißen v cesarstvo (kar sta njegova predhodnika trdovratno zahtevala), in se pobotal tudi z Wettinci (problem je hotel urediti pred odhodom v Italijo), dal njihovo grofijo Frideriku I., meißenškemu grofu, ponovno v fevd in jim s tem zagotovil položaj v osrednji Nemčiji.  

## Priprave na pohod v Italijo
Severna Italija, ki je od Otona I. spadala pod Sveto rimsko cesarstvo, že od smrti staufovskega cesarja Friderika II. ni občutila oblasti cesarstva in cesarstvu ni plačevala davka. Na začetku 14. stoletja je bila razdrobljena na številne mestne državice, v katerih so samostojno vladali močni plemiči (Milano) ali pa so bile organizirane kot mestne republike (Firence). Politično so se uvrščale med pristaše papeža (gvelfi) in pristaše cesarstva (gibelini). Pri enih in drugih so se poraženci čutili prikrajšane in so od cesarja pričakovali pravico.
Volilni knezi, ki jim kraljeva oblast v bližini ni bila prijetna, so že takoj po kronanju Henrika vzpodbujali, naj uveljavi svojo cesarsko oblast v delu Italije, ki pripada cesarstvu.  Pa tudi Henrik sam se je zavedal, da za obvladovanje položaja potrebuje cesarsko avtoriteto in je že kmalu začel pripravljati pohod na kronanje za cesarja v Rim. Že julija 1309 je Henrikova delegacija prinesla papežu Klemenu V. v Avignon, kjer je živel v "babilonskem ujetništvu" (glej avignonsko papeštvo), prisego zaščite in se dogovorila o podrobnostih kronanja v Rimu (predvideno je bilo za 2. februar 1312, 350. letnico kronanja Otona Velikega); papežu je tudi obljubila, da se bo cesar udeležil pohoda križarske vojske v Sveto deželo. Toda že nekaj tednov kasneje je papež, ki je bil v Avignonu pod pritiskom francoskega kralja, dal v fevd bratrancu Filipa IV., Robertu Anžujskemu, kraljestvo Neapelj in prenesel nanj cesarske pravice v Romanji. Robert se je takoj povezal z gvelfi v Lombardiji in Toskani in Henriku je moralo postati jasno, da se proti njegovim načrtom oblikuje koalicija nevarnih nasprotnikov.  
Ker pa so ga po drugi strani gibelini vabili v Italijo, je septembra 1309 na zboru v Speyerju napovedal odhod v Italijo za začetek jeseni naslednje leto. Habsburžani so mu obljubili spremstvo dvestotih mož. Po papeževem nasvetu se je začel pogovarjati o dinastični povezavi med Anžujci in Luksemburžani (Henrikova hčerka Beatrice naj bi se poročila z Robertovim sinom Karlom Kalabrijskim, ki naj bi bil povzdignjen v kralja Arelata). Junija 1310 je s Filipom IV. sklenil "večni mir" in dal njegovemu najstarejšemu sinu Filipu v fevd svobodno grofijo Burgundijo in zahteval v zameno njegovo udeležbo na pohodu v Italijo. Mirovni sporazum pa francoskega kralja ni oviral, da ne bi samovoljno delal popravke meje in spodbujal papeža k podpiranju francoske politike in spodbujanju Roberta Anžujskega k uporu proti Henriku VII. Ta je skušal vsaj navidezno čim dlje vzdrževati dobre odnose s francoskim dvorom. 
Henrik je odhajal v Italijo odločen, da si mestne državice podredi in v severni Italiji ponovno vzpostavi cesarsko oblast.

## Pohod v Italijo in kronanje za cesarja v Rimu
Henrik je 21. septembra 1310 odrinil iz Colmarja proti jugu; spremljali so ga žena Margareta, brata Walram in Balduin ter plemiči (pretežno iz dežel zahodno od Rena) z vojsko 5.000 mož. Mimo Berna, Lozane, Ženeve in preko prelaza Mont Cenis so novembra prispeli v Torino. Henrika so sprva tako gvelfi kot gibelini navdušeno pozdravljali, mu prirejali manifestacije in prijateljske sprejeme. Pričakovali so, da bo odpravil krivice, ki so se jim dogodile. Dante je videl v njem od boga poslanega osvoboditelja in napovedoval njegovim nasprotnikom večno prekletstvo. 
Henrik je v Torinu sprejel poklonitev prvih lombardijskih mest in dal razumeti, da se ne bo spuščal v njihove (za tujca nerazumljive) razprtije. Sprva je skušal biti pravičen do vseh, obravnaval vse enako in je z imenovanji in privilegiji nagrajeval podreditev cesarstvu.
V spremstvu svaka Amadeja V. Savojskega, ki ga je povzdignil v državnega kneza, ter s podporo mejnega grofa Teodora I. del Montferrata, ki mu je priskrbel pomožne čete, je najprej obiskal tista mesta na obeh straneh Pada, ki mu niso bila naklonjena, in se potem napotil v Milano, kjer je pregnal novega gvelfskega oblastnika Guido della Torre in ponovno postavil na oblast Mattea I. Viscontija (ki je napolnili Henrikovo prazno blagajno). Nadškof Castone della Torre ga je kronal z železno krono Langobardov, tako da se je lahko počutil kot resnični vladar cesarske Italije.
Henrik je za glavnega upravnika severne Italije imenoval Amadeja V. Savojskega. V manjših mestih je postavljal svoje gibelinske upravnike, ki naj bi skrbeli za red in varnost. Poskrbel je za vračanje pregnanih družin; s tem pa je povzročal nove konflikte. Spretno inscenirani upor, ki je februarja 1311 izbruhnil v Milanu in so ga nemški vitezi hitro zadušili, je Henriku odvzel iluzijo o pomirjeni in enotni cesarski Italiji. Odtlej so se v gvelfskih središčih vse pogosteje pojavljali novi oboroženi upori, ki so jih vzpodbujali pobegli Guido della Torre in pa Firence, ki bi se rade na račun Pise razširile do morja. Bogate Firence so se z Bologno povezale v proticesarsko zvezo (marec 1311). Toda Henrik se ni usmeril proti njim, ampak se je mudil z zavzemanjem majhnih krajev. Posebno hud odpor sta nudili Cremona, ki jo je Henrik po padcu eksemplarično kaznoval, in Brescia, ki se je nemški vojski upirala od konca maja do srede septembra 1311. Veliko padlih, med njimi Henrikov brat Walram, epidemija, pomanjkanje denarja za plačevanje najemnikov so večali nedisciplino kraljeve vojske. S strogimi kaznimi, kot so odvzem privilegijev, podiranje mestnih obzidij in visoke denarne kazni, je kralj izgubljal simpatije tudi pri dotlej naklonjenih mu mestnih oblasteh, ki so se vse bolj pridruževale opoziciji, ki sta jo vodila Robert Anžujski in Firence. Zaradi pomanjkanja denarja je bil Henrik prisiljen v prodajanje vikariatov predstavnikom močnih rodbin ali dotedanjim oblastnikom, s čimer je še pospeševal napačne personalne odločitve in maščevalnost.
Papež je pod pritiskom francoskega dvora prepovedal prehod cesarske vojske skozi Romanjo proti Bologni. Henrik je sredi oktobra v Paviji sklical parlament Lombardije, vendar ni našel pripravljenosti za pomoč. Ker mu je bila pot proti jugu zaprta, je s skromnim spremstvom samo še 600-tih vitezov odkorakal v Genovo, kjer je prezimil. Decembra mu je umrla žena, ki je znala blažiti njegov prizadeti ponos, občasne izbruhe jeze in maščevalnosti in imela tako pomemben vpliv na njegove odločitve.
Tedaj so se proticesarski zvezi Firenc in Bologne pridružile še sosednje mestne državice (in spomladi 1312 tudi Padova in Pvia; Benetke so ohranile nevtralnost). Henrik je Firence izobčil iz cesarstva, a to ni imelo nikakršnega učinka. Velik del cesarske Italije je bil še vedno na njegovi strani in tudi prehodi preko Alp so bili za njegovo vojsko še vedno prehodni. Henrik je še vedno upal, da mu bo uspelo pogoditi se z Robertom Anžujskim o dinastični povezavi med rodbinama, ki naj bi pripeljala do hitre rešitve položaja, pa čeprav je dobival zanesljiva poročila o sovražnem delovanju Robertove diplomacije in o bojih, ki so že potekali v Rimu med privrženci cesarstva in neapeljsko vojsko.
Ker so pot ob Ligurijski obali obvladovali nasprotniki, se je Henrik pustil februarja 1312 na genovskih ladjah prepeljati v Piso, kjer je bil sprejet s častmi. 23. aprila je vojska nadaljevala pot preko Viterba proti Rimu. Henrik je že od Genove poskušal pripraviti papeža, da bi dosegel umik neapeljske vojske, ki je že zavzela Rim, med tem ko so odposlanci francoskega kralja in njegovega brata Karla Valois, neuspelega kandidata za cesarja, silili papeža da odpove kronanje. 
6. maja je Henrikova vojska pod sovražnim ognjem prodrla v predele Rima, ki so jih nadzorovali gibelini iz rodbine Colonna. Prodor do cerkve sv. Petra ni uspel zaradi prehude obrambe vojske gvelfske rodbine Orsini in neapeljske vojske pod vodstvom Ivana Garvine, Robertovega brata. 
Naslednji tedni so minili v mrzličnih pogajanjih z Robertom, pozivih francoskega kralja meščanom Rima, naj ne podpirajo Henrika, in poskusih Henrikove vojske, da zavzame ključne položaje v mestu. Nazadnje je Henrik določil za dan kronanja praznik Petra in Pavla, 29. junij 1312. Improvizirano kronanje so izpeljali trije od papeža določeni kardinali   pri sv. Janezu v Lateranu. To je bilo prvo kronanje za cesarja po smrti Friderika II. pred 62 leti.
Henrik VII. je kot Imperator Romanorum et semper Augustus v kronski encikliki obvestil krščanski svet o zvišanju njegove časti in o univerzalnem značaju cesarske oblasti, kateri naj bi bilo podrejeno vse človeštvo. Filip IV. se s tem seveda ni strinjal in je v odzivu opozoril ne enakovrednost položaja francoskega kralja s cesarskim. Ker se je bal, da bi si novi cesar lahko poskušal podrediti tudi Neapeljsko kraljestvo, je papež zahteval prekinitev bojevanja in takojšen odhod Henrika iz Italije. Papeževo ukazovanje Henriku ni bilo po godu. Ker Robert cesarju ni hotel priznati vazalstva, so pogajanja z njim dokončno propadla. Henrik je 4. julija 1312 sklenil pogodbo o zavezništvu z Robertovim sovražnikom, kraljem Sicilije, Friderikom II./III. Sicilskim (s katerim je bil v stiku že več mesecev in ki mu je obljubil tudi denarno pomoč) in se dogovoril za poroko med njegovim sinom Petrom in svojo hčerko Beatrice. Friderik Sicilski naj bi septembra 1313 začel napadati Neapelj z morja. 

## Priprave za napad na Neapelj in Henrikova smrt
S kronanjem so mnogi Henrikovi spremljevalci imeli svoje delo za opravljeno in so se z vojskami vrnili domov. Konec avgusta je tudi cesar s preostankom svoje vojske zapustil Rim. 12. septembra 1312 je v Arezzu sprožil postopek proti Robertu Anžujskemu, katerega je obtožil zarote proti cesarstvu in cesarju in mu dal na razpolago tri mesece časa, da obtožbe ovrže. Sredi septembra je cesar v odprti bitki pri Incisi premagal vojsko Firenc in začel mesto oblegati. Mesto je zdržalo do konca oktobra, ko so malarija, za katero je zbolel tudi Henrik, in druge epidemije, nezadostna preskrba in pomanjkanje denarja prisilili cesarjevo vojsko, da je z obleganjem odnehala. Od uničevalne vojne, ki je sledila, so imele več koristi Firence in njeni zavezniki, tako da se je moral Henrik marca 1313 umakniti v Piso.
V Pisi je izdajal ukaze in zakone in skušal urediti nesporazume s kurijo. Ker se Robert ni odzval, ga je cesar 26. aprila 1313 (v odsotnosti in brez posledic) izobčil, ga odstavil, mu odvzel vse imetje in fevde, vse pravice in nazive, in ga obsodil na smrt z mečem. Največ pozornosti je posvetil pripravi pohoda nad Neapelj, ki ga je papež izrecno prepovedal. Brata Balduina je poslal v Nemčijo, da bi poleti pripeljal na jug nove čete.
Še preden so nove čete prispele, se je Henrik z vojsko odpravil proti Neaplju. 8. avgusta je s 4000 možmi napadel Sieno, ponovno zbolel za malarijo in 24. avgusta 1313 petintridesetleten umrl v samostanu Buonconvento južno od Siene. Pokopali so ga v katedrali v Pisi. 
Friderik III. Sicilski je pozival cesarsko vojsko, naj se bojuje naprej, a ta se je kot v begu umaknila iz Italije. 

## Osebnost in dosežki Henrika VII.
Zgodovinarji so Henriku VII. pripisali vse vrline srednjeveškega vladarja: pobožnost s potezami asketstva, miroljubnost, osebno hrabrost, pravičnost, zvestobo v zakonu. Ko pa je bila ob zelo težkih okoliščinah ranjen njegov ponos in prizadeta čast gospodarja, se je njegova ljubeznivost lahko sprevrgla v nepopustljivost, jezo in maščevalnost. Dosledno in premišljeno je zasledoval svoje politične cilje in znal izkoristiti priložnosti, ki so se mu ponudile.
V Nemčiji je Henrik deloval zelo pomirjevalno. Dosegel je poravnavo s Habsburžani in z Wettinci in ob lojalnih odnosih z Wittelsbachi vzpostavil v cesarstvu kar neobičajno enotnost. Trudil se je za prijateljske odnose s Francijo.
Ko pa je skušal enako delovati v Italiji, je tam naletel na povsem drugačne, tuje mu razmere in trčil ob interese francoskega kralja, papeštva in anžujske dinastije. Henrikova idealistična težnja, da vzpostavi spet red po volji boga, prinese mir in pravičnost, ni imela realnih možnosti za uspeh. Nasprotno, Henrikovo posredovanje je razprtije med mestnimi državicami na Apeninskem polotoku še poglobilo. Po drugi strani pa je Italijo tudi spomnilo, da je nekoč pripadala cesarstvu in sprožilo teoretične razprave o pristojnostih papeštva in cesarstva, ki so se nadaljevale med vladanjem Henrikovega naslednika, Ludvika IV. Wittelsbaškega.
Največje pridobitve za svojo dinastijo, osvojitve Češke, v kratkem času, ki mu je bil na razpolago, verjetno mi mogel prav dojeti. Materialne in politične osnove, ki jih je s tem pridobila luksemburška dinastija, pa je znal optimalno izkoristiti njegov vnuk Karel IV.  

## Družina
Henrik VII. se je leta 1292 poročil z Margareto, hčerko brabantskega vojvode Ivana I. Imela sta tri otroke:
- Ivan (1296-1346), češki kralj
- Marija (1304-1324) ∞ 1322 francoski kralj Karel IV.
- Beatrice (1305-1319), ∞ 1318 ogrski kralj Karel I.